# Palazzetto Zuccari

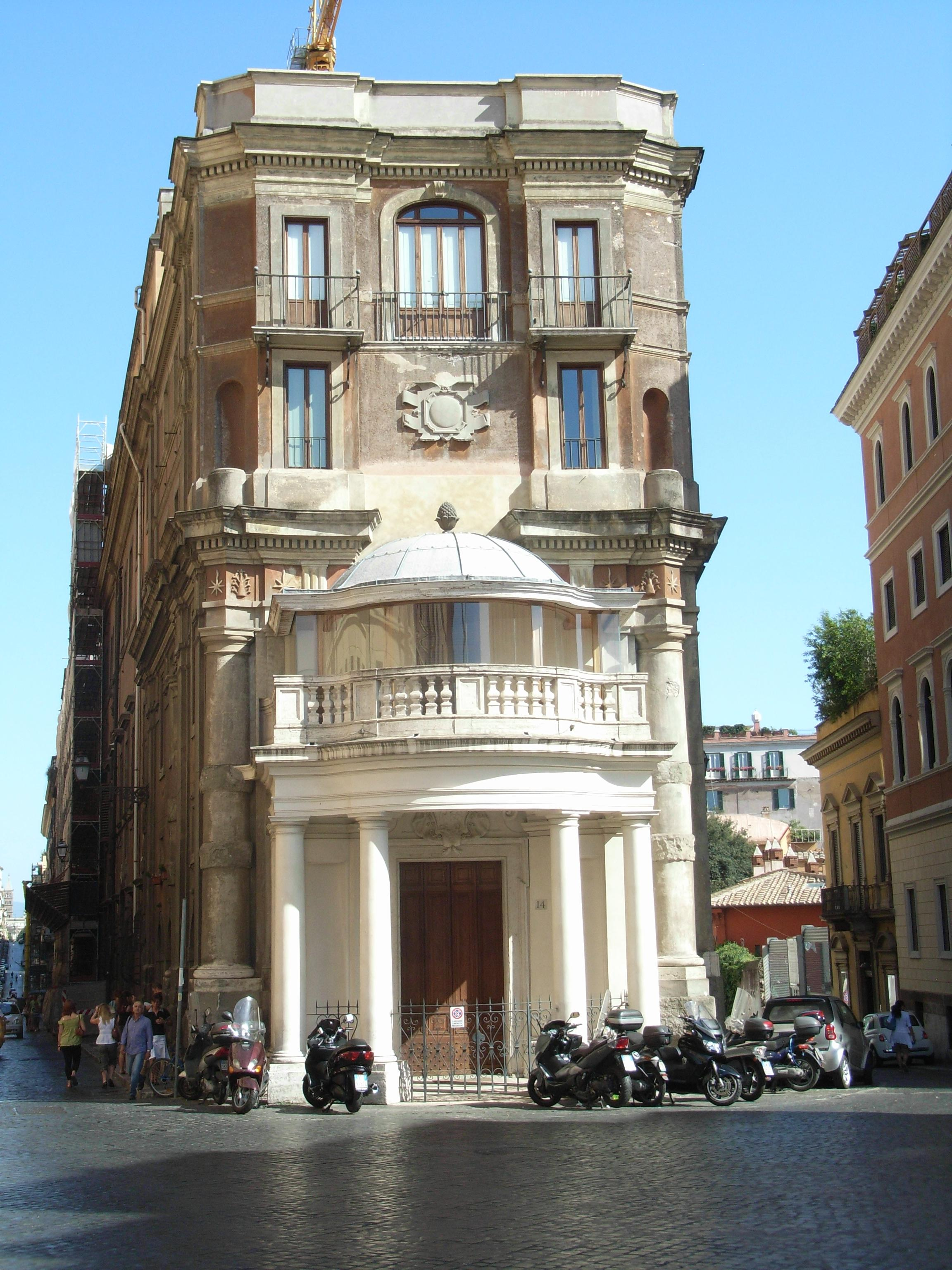
Vista do palácio e seu pitoresco pórtico na Piazza Trinità dei Monti. Da esquerda pra direita, a Via Sistina e Via Gregoriana.

Palazzetto Zuccari ou Palazzo della Regina di Polonia é um palácio localizado na Piazza Trinità dei Monti, na esquina da Via Sistina e a Via Gregoriana, no rione Campo Marzio de Roma.

## História
Federico Zuccari era um artista nascido em Urbino que já havia trabalhado em Roma e em Florença (são seus os afrescos na cúpula da igreja de Santa Maria del Fiore), o que lhe rendeu fama e riqueza. De volta a Roma por causa de uma série de encomendas, ele resolveu contruir para si uma residência que indicasse sua própria importância e criatividade, um projeto muito mais grandioso do que o de sua residência florentina, o Palazzo Zuccari.

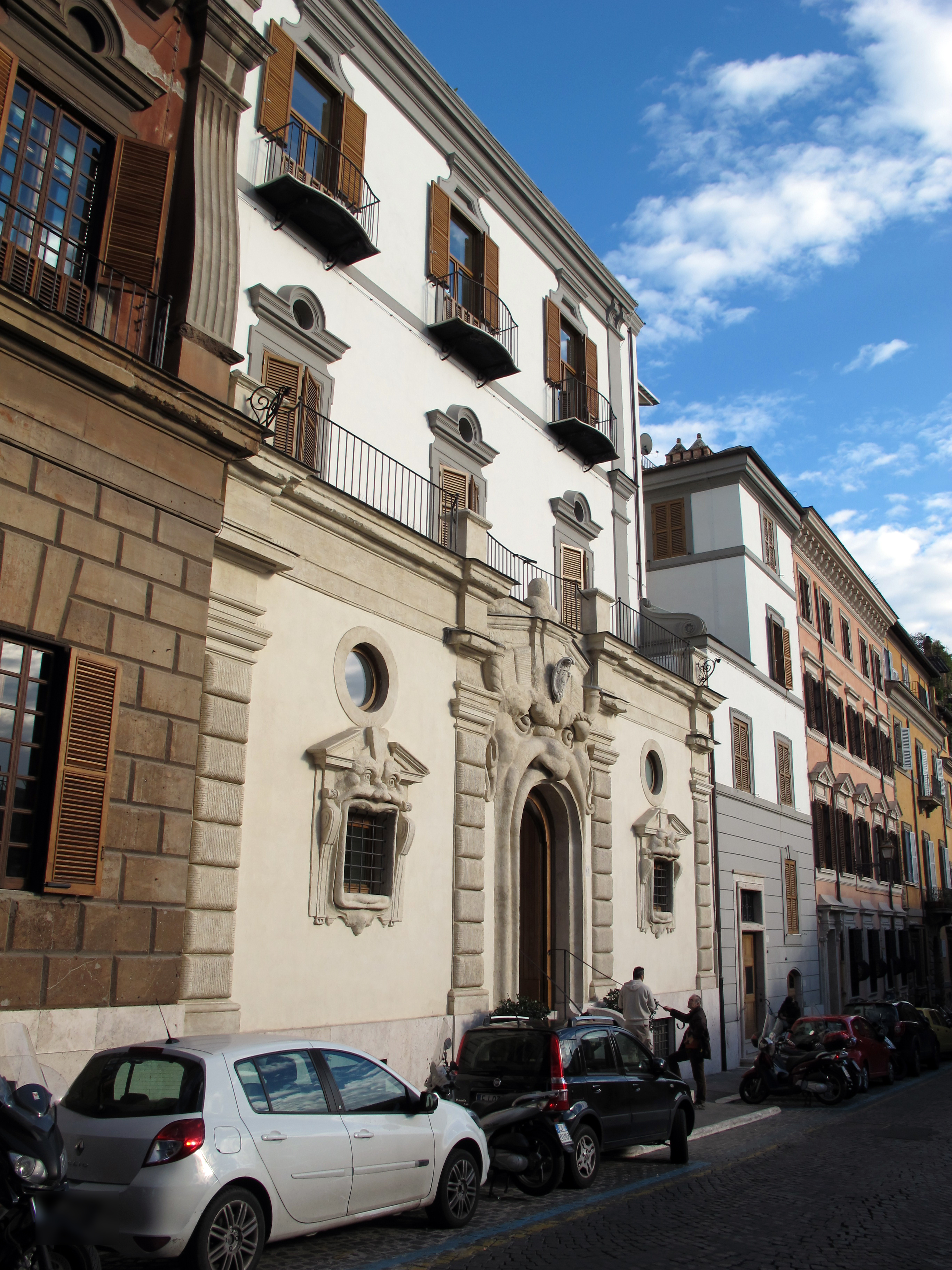
A curiosa fachada decorada na Via Gregoriana, com a grande "boca" envolvendo o portal.

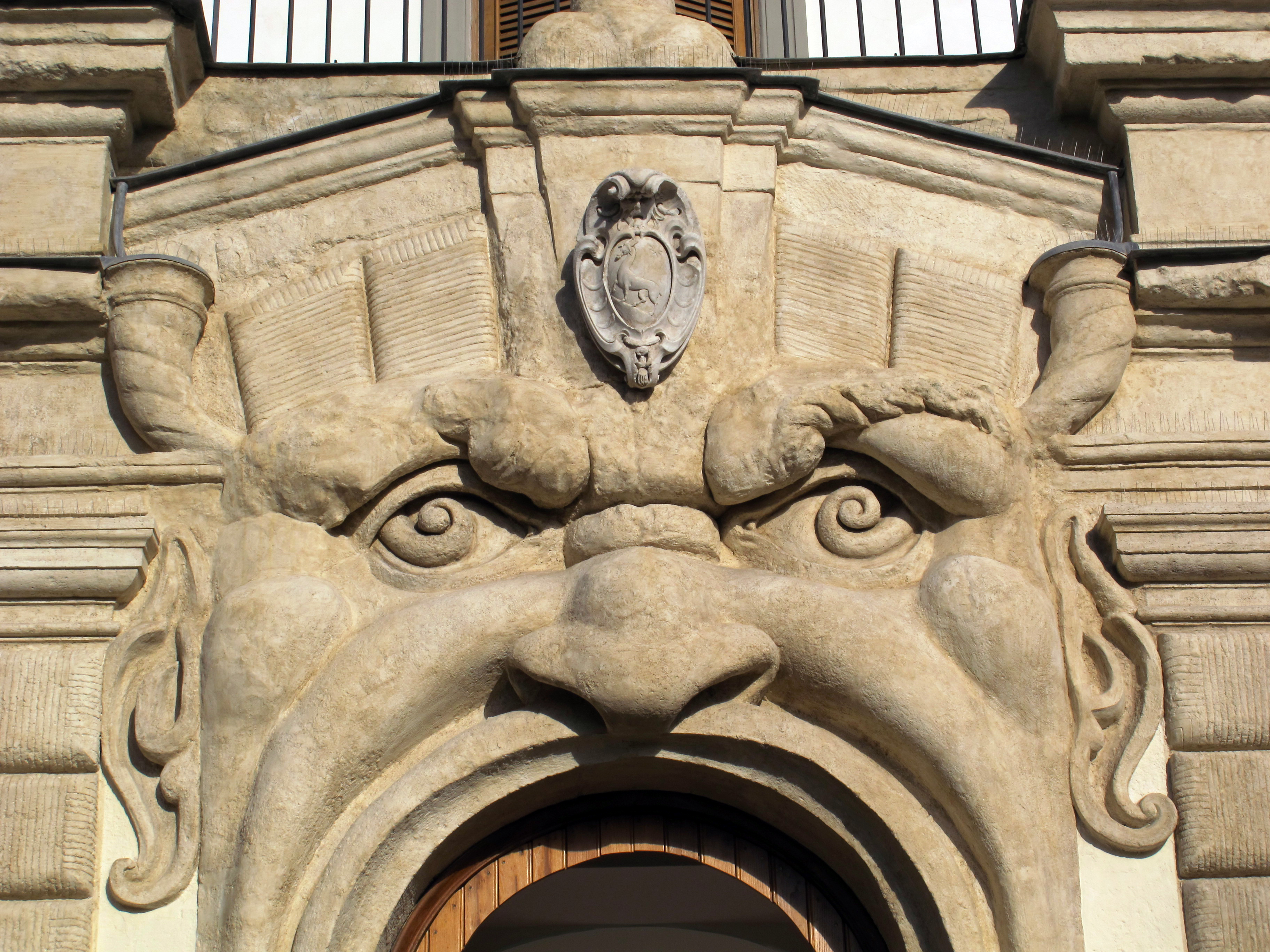
Detalhe.

Em 1590, ele comprou um lote de terras localizado numa posição invejável por causa da vista da igreja de Trinità dei Monti, onde antes ficavam ruínas dos antigos Jardins de Lúculo, e iniciou aquele que seria um dos mais importantes exemplos de residência de artistas na Itália. Ele se arruinou financeiramente para realizar seu projeto, que teve que ser parcialmente redimensionado. 
O Palazzetto Zuccari foi construído pelo pintor Federico Zuccari em 1592, mas foi completamente transformado em reconstruções nos séculos XVII, XVIII e XX. O edifício original chegava apenas até o piso nobre e era composto por duas estruturas distintas: um estúdio, ao qual se chegava através de uma escada na praça (fechada quando foi construído o pórtico atual) e a residência, com acesso pela Via Sistina. O característico portal na Via Gregoriana era o acesso para o jardim no fundo da propriedade e é o único elemento restante do muro do século XVII. O portão é constituído por um mascarão com uma gigantesca boca aberta, quase como que para engolir quem entra, com o nariz no lugar da chave do arco, as bochechas na cornija do tímpano e os olhos as sobrancelhas no tímpano: por causa desta estranha decoração, enquadrando porta e janelas, a residência é conhecida como Casa dei Mostri.
Zuccari também decorou os apartamentos com afrescos variados, como "Hércules na Encruzilhada entre o Vício e a Virtude", a "Glória do Artista", a "Casal Zuccari abençoado pelo Anjo da Guarda" na Sala degli Sposi e alegorias da arte e da ciência na Sala del Disegno. Quando morreu, em 1609, Zuccari expressou em testamento seu desejo de que o edifício se tornasse a sede da Accademia delle Arti e del Disegno e para "hospedagem dos jovens estudantes pobres estrangeiros". Contudo, seus herdeiros o venderam a um certo Marcantonio Toscanella, que contratou Girolamo Rainaldi para ampliá-lo criando mais dois andares acima do piso nobre. 

O príncipe Alexandre Sobieski seguiu sua mãe, Maria Casimira Sobieski, rainha da Polônia, quando, em 1699, ela chegou em Roma para o Jubileu de 1700. O Reino da Polônia não era uma monarquia hereditária quando, em 1696, morreu o rei João III Sobieski, o "salvador de Viena" (1683), um príncipe alemão foi eleito para o trono de Varsóvia. Em Roma, Maria Casimira e sua corte de 120 nobres e servos foram recebidos pelo príncipe Livio Odescalchi no Palazzo Odescalchi. Depois das festividades, a rainha decidiu ficar numa espécie de exílio voluntário e alugou, para viver, o Palazzo Zucari no final da antiga Strada Felice. Ela viveu ali até 1714 e, depois de sua morte, seu filho retornou para a França, o país natal dela, onde morreu em 1716. Neste período, Casimira continuou as obras de transformação com a unificação das duas estruturas mais antigas (o estúdio e a residência) e determinou a construção de uma ponte de madeira por cima da Via Sistina chamada Arco della Regina (demolido em 1799) para ligar seu palácio à Villa Malta. Ela também contratou o arquiteto Filippo Juvarra para uma nova reforma, construindo o característico pórtico de seis colunas em estilo rococó que cria um balcão protegido por uma balaustrada de frente para a praça para poder melhor admirar a cidade. Apesar de muito bem conservado, esse pórtico atualmente está envidraçado e coberto por uma pequena cúpula sobre a qual desponta uma pinha. Abaixo, entre as colunas, está o brasão de Jan Sobieski, rei da Polônia e marido de Casimira, constituído por duas águias coroadas e dois cavaleiros em um escudo num pano drapeado sobre o qual está uma coroa.

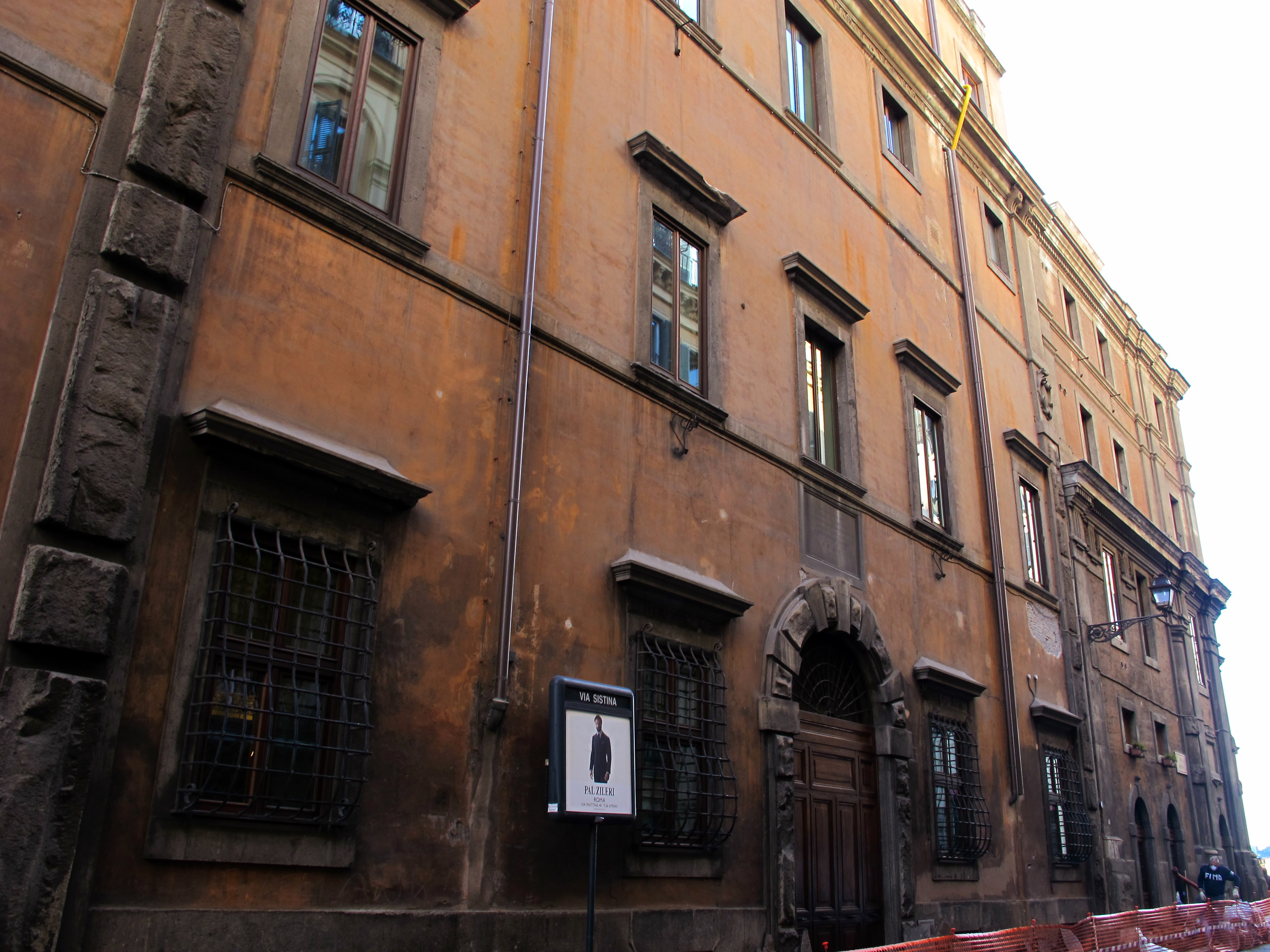
Fachada na Via Sistina.

Com Maria Casimira, o palácio se tornou um centro cultural da Roma do século XVIII, uma tradição que depois foi continuada também pelo proprietário seguinte, Alessandro Nazzari, o que transformou o edifício num local conhecido por suas atividades artísticas e culturais. Entre 1755 e 1768, geralmente durante seus Grand Tours, viveram ali Johann Joachim Winckelmann, Jacques-Louis David, que pintou o "Juramento dos Horácios" nesta época, os Nazareni e o pintor Joshua Reynolds. A família de Zuccari readquiriu o palácio dos Toscanella e uma parte do edifício foi cedida, em 1756, para os "Irmãos das Escolas Cristãs" (em italiano:  Fratelli delle Scuole Cristiane), congregação fundada por São João Batista de la Salle, antigos proprietários de um edifício vizinho conhecido como Casa dei Preti e ali fundaram uma escola elementar. 

Em 1904, o advogado Federico Zuccari (1843-1913), o último descendente da dinastia, decidiu vendê-lo para Henriette Hertz, que também realizou reformas, eliminando o jardim para construir um edifício de três pisos e criando um prolongamento da entrada entre a Via Sistina e a Via Gregoriana, incorporando de vez a Casa dei Preti. Hertz abrigou neste palácio uma importante coleção de quadros, depois doada ao estado italiano, e uma riquíssima biblioteca, que, por sua vez, ela legou ao governo alemão para permitir a criação de um centro de estudos. Nasceu desta forma a Biblioteca Hertziana, especializada em livros de arte e que conta hoje com 160 000 volumes. O palácio também atraiu ´Gabriele D'Annunzio, que, em "Il Piacere", celebra o Palazzo Zuccari como sendo o "Buen Retiro".
O complexo foi completamente restaurado na década de 2000, uma obra projetada e dirigida pelo arquiteto Enrico Da Gai, e a construção do novo edifício da Bibliteca Hertziana, obra do arquiteto Juan Navarro Baldeweg, são partes do grande programa alteração de funções completo do Istituto Max-Planck para Storia dell'Arte, fundado em 1913.